# 2C-I
2C-I – organiczny związek chemiczny, psychodeliczna substancja psychoaktywna z rodziny 2C, pochodna fenyloetyloaminy.
Efekty działania, podobnie jak w przypadku wszystkich psychodelików są bardzo zróżnicowane i indywidualne. Zwykle jednak obejmują: silne pobudzenie, podniesienie nastroju, euforia, uczucie szczęścia i efekty wizualne. Zgodnie z PIHKAL dawkowanie 2C-I waha się w przedziale 10–20 mg a efekty utrzymują się 6–12 godzin. Mechanizm działania 2C-I opiera się na działaniu agonistycznym na receptory serotoninowe.
2C-I po raz pierwszy zostało otrzymane przez Alexandra Shulgina. Od roku 2001 substancją tą zainteresowały się nielegalnie lub półlegalnie działające wytwórnie chemiczne. Celem było poszukiwanie legalnego odpowiednika 2C-B. Substancja zdobyła uznanie i popularność jako legalny psychodelik. Nie są znane śmiertelne przedawkowania 2C-I.